# Художественная галерея Квинсленда
Художественная галерея Квинсленда (англ. Queensland Art Gallery; QAG) — художественный музей в Брисбене (Квинсленд, Австралия). Создан в 1895 году как Национальная художественная галерея Квинсленда, расположен в социально-культурном центре Брисбена Саут-Бэнке, входит в Культурный центр Квинсленда. Галерея является частью объединения двух художественных музеев Брисбена QAGOMA и дополняет здание Галереи современного искусства (GOMA), расположенное всего в 150 м от музея.
Художественная галерея Квинсленда принадлежит и управляется правительством Квинсленда.

## История
Галерея была основана в 1895 году как Национальная художественная галерея Квинсленда. На протяжении своей ранней истории размещалась в ряде временных помещений и не имела постоянного здания до открытия нынешнего здания на Южном берегу Брисбена в 1982 году, первой стадии Культурного центра Квинсленда, спроектированного австралийским архитектором Робином Гибсоном. Галерея современного искусства (GOMA) была основана в 2006 году, что привело к созданию учреждения с двумя кампусами. К 2014 году с момента создания GOMA оба музея посетили более 10 млн человек. В 2015 году Художественная галерея Квинсленда была внесена в список Исторического наследия штата.

## Здание галереи
Художественная галерея Квинсленда считалась современным для своего времени зданием, поскольку в нём использовались лучшие методы и материалы, доступные в рамках экономических ограничений проекта. Галерея также стала первым крупным зданием, построенным на южной стороне реки, рядом с новым мостом Виктория, который установил эталон масштаба и качества для будущих зданий.
Выставочное пространство галереи — 4 700 м2, разделённое стенами и барьерами, которые создают переклички между миром искусства и публикой. Стены размещены таким образом, чтобы создать поток и изменить курс посетителя. Основным направлением дизайна галереи является «Водопад», который отделяет спокойную среду выставочных галерей от активной среды администрации, общественных программ и образовательных учреждений. Различная высота потолков и уровней пола, цвет и фактурные поверхности увеличивают разнообразие и определяют последовательность демонстрационных областей. Фойе у входа эффективно действует как публичный центр и основная точка доступа для всех посетителей, прибывающих и отправляющихся, где они могут выбрать, какие коллекции планируют посетить. В зданиях используются светлые и не требующие ухода материалы, такие как цемент, которые отражают и адаптируются к средиземноморскому типу субтропического климата Брисбена.

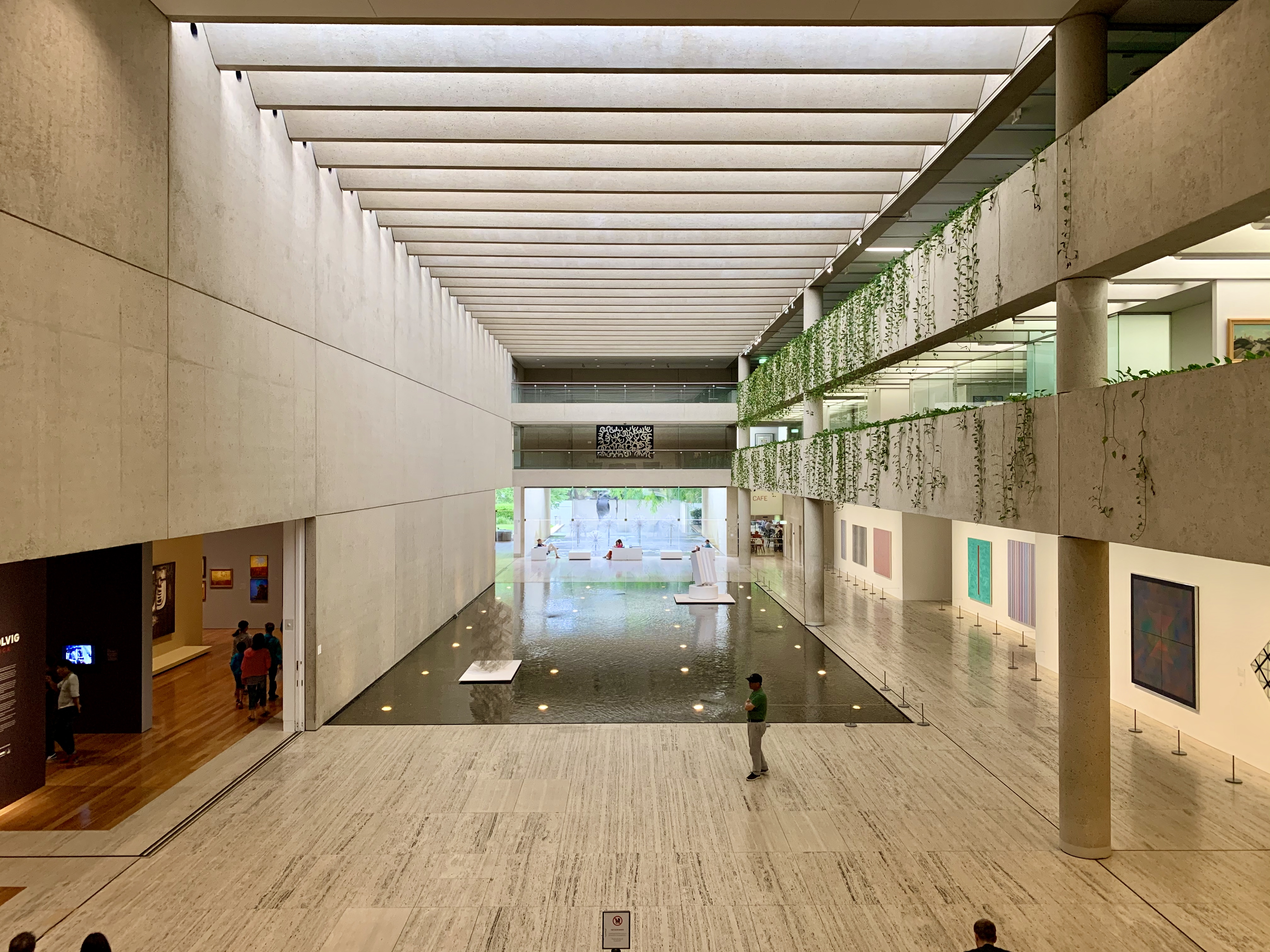
Фойе
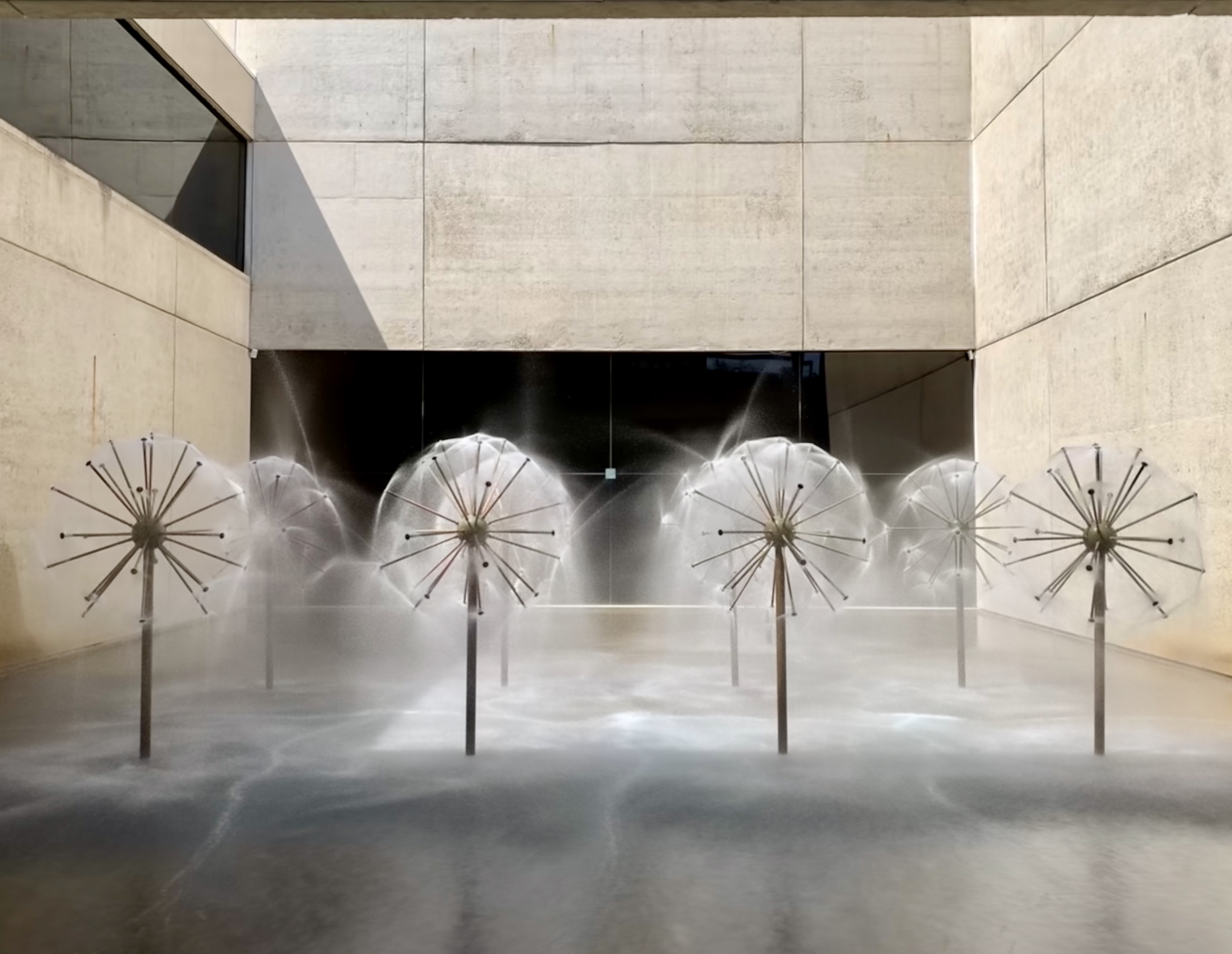
«Водопад»
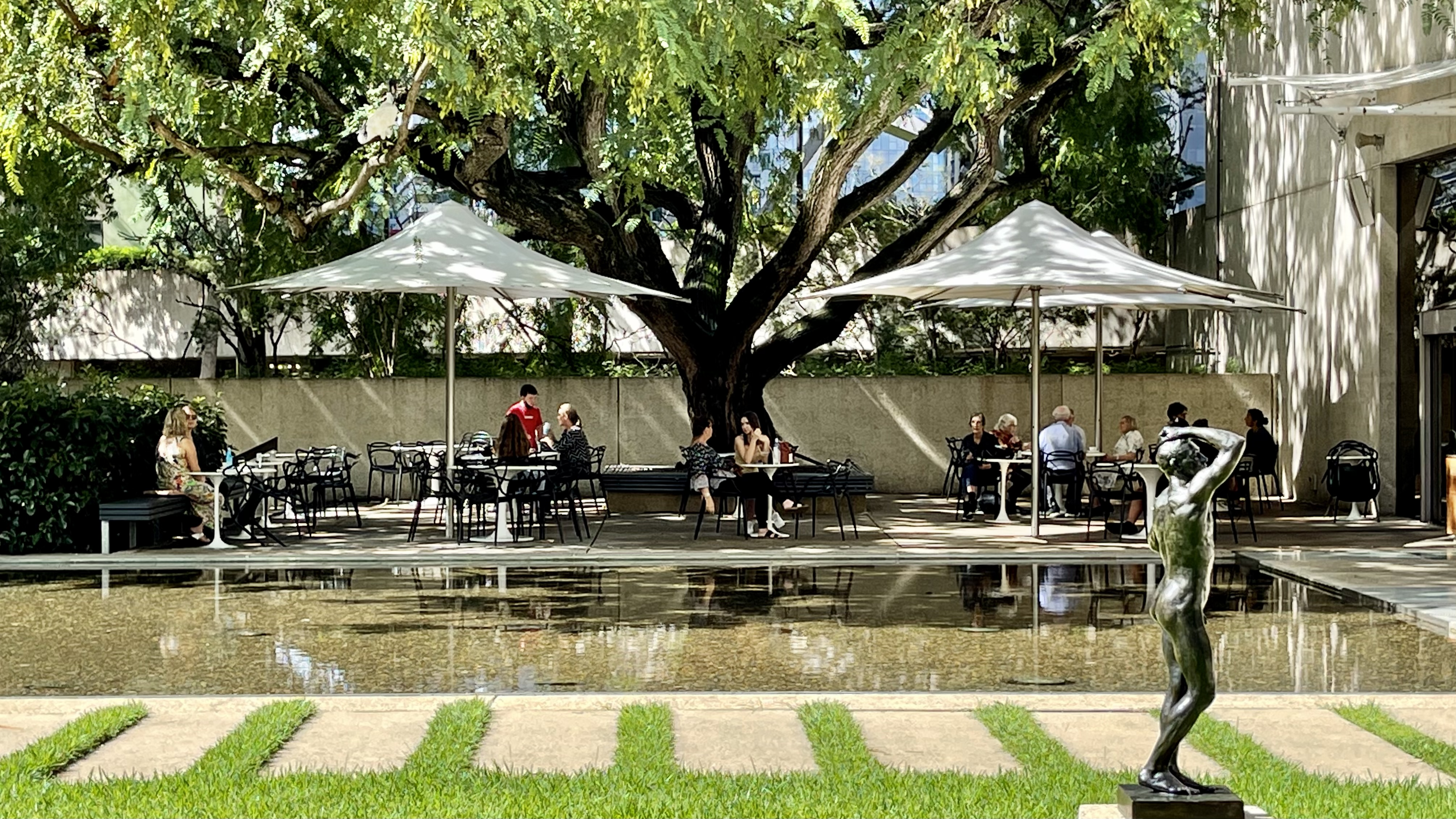
Внутренний двор

## Коллекция
Коллекция галереи включает в себя ряд значительных произведений искусства, в том числе популярные картины «Прекрасная голландка» (1905) Пабло Пикассо и «Под жакарандой» (1903) Ричарда Годфри Риверса.

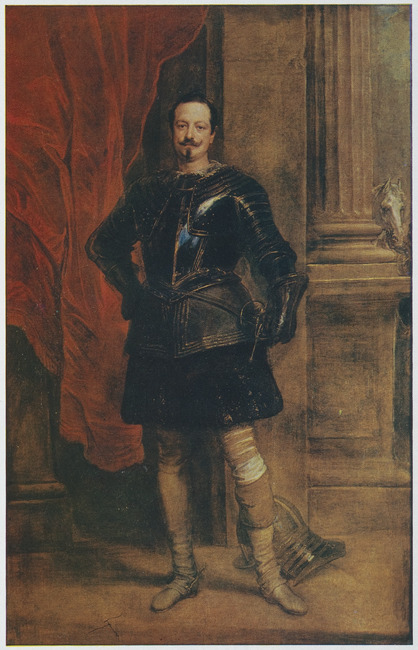
«Портрет неизвестного итальянского аристократа», Антонис Ван Дейк (1623-1625)
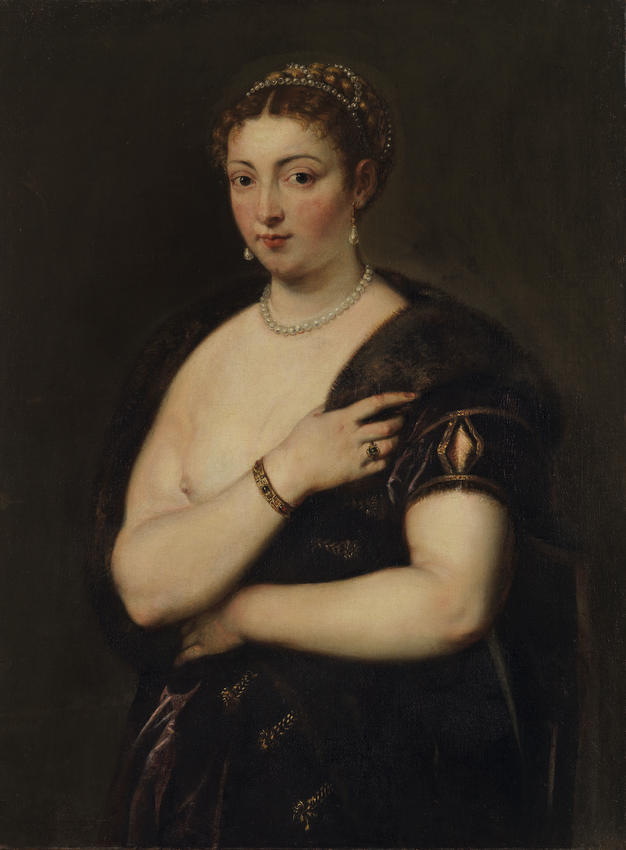
«Молодая женщина в меховой накидке», Рубенс (1629-1630)
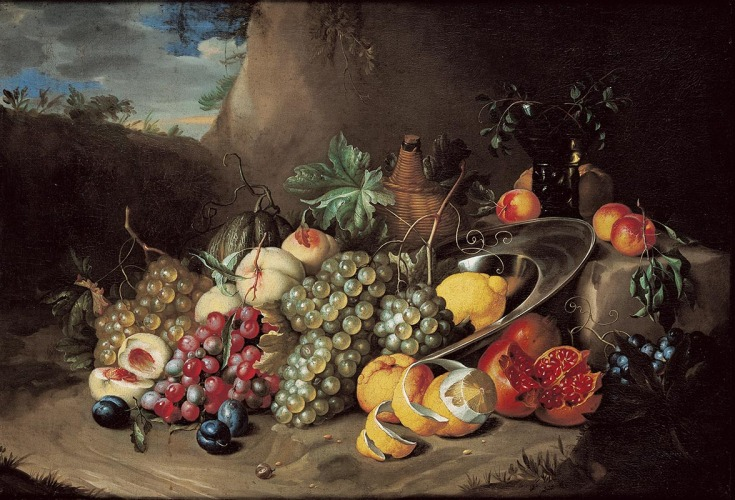
«Натюморт», Александер Коземанс (ок. 1650)
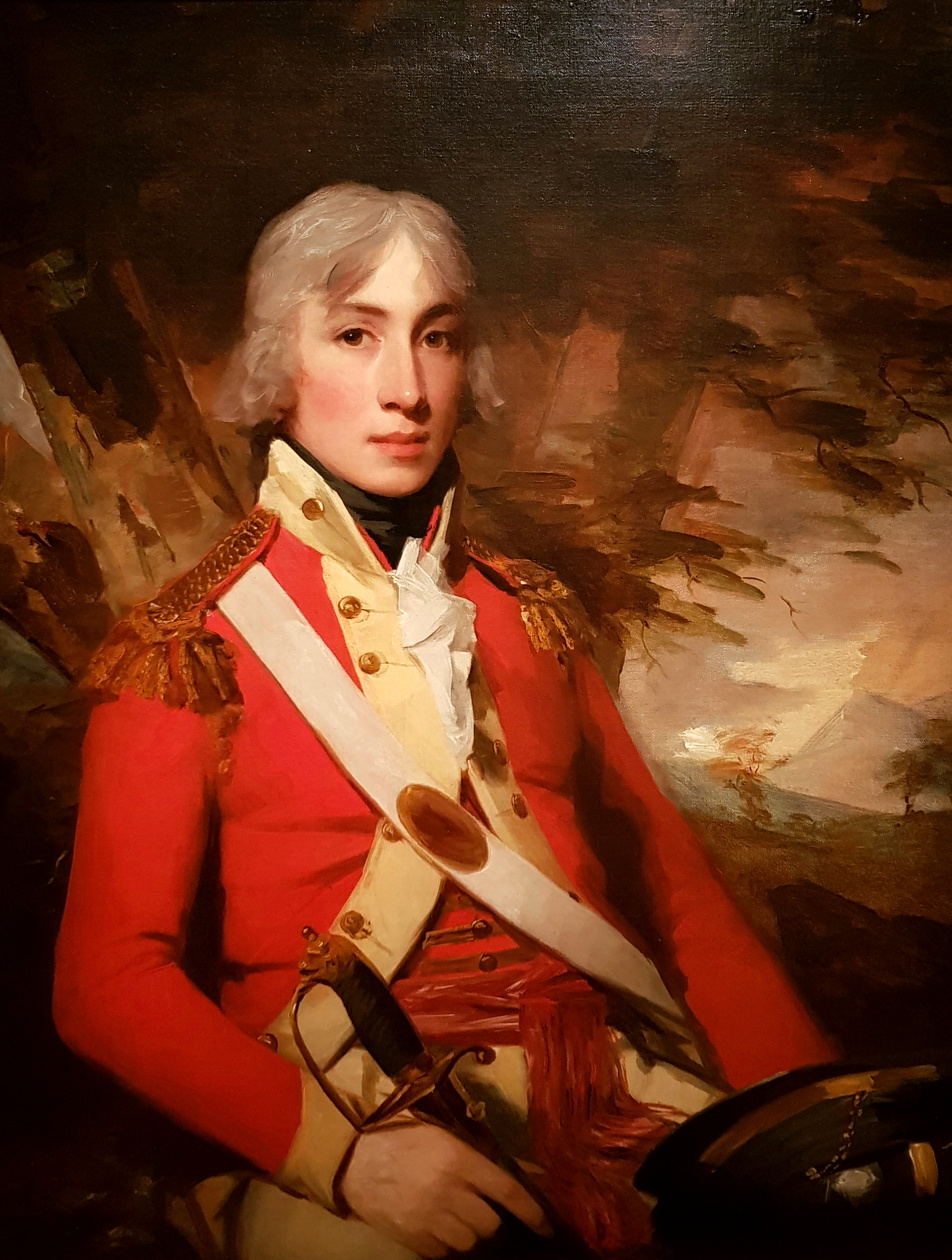
«Александр Мюррей Макгрегор», Генри Ребёрн (ок. 1795)

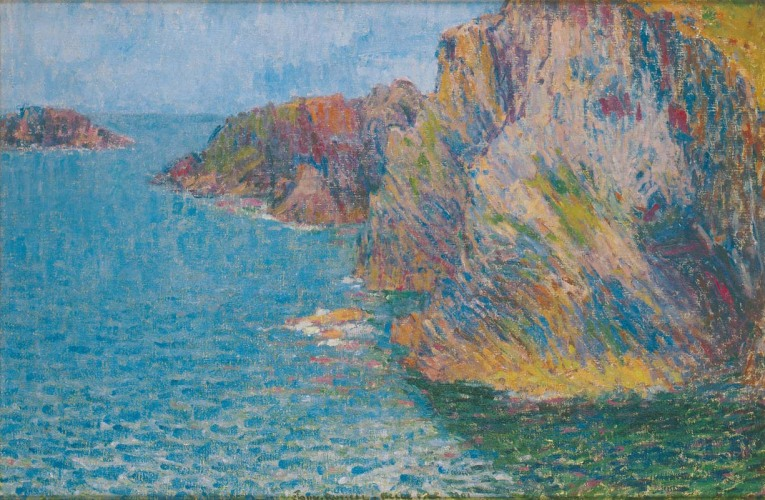
«Мыс Морестиль при спокойном море», Джон Питер Расселл (1901)
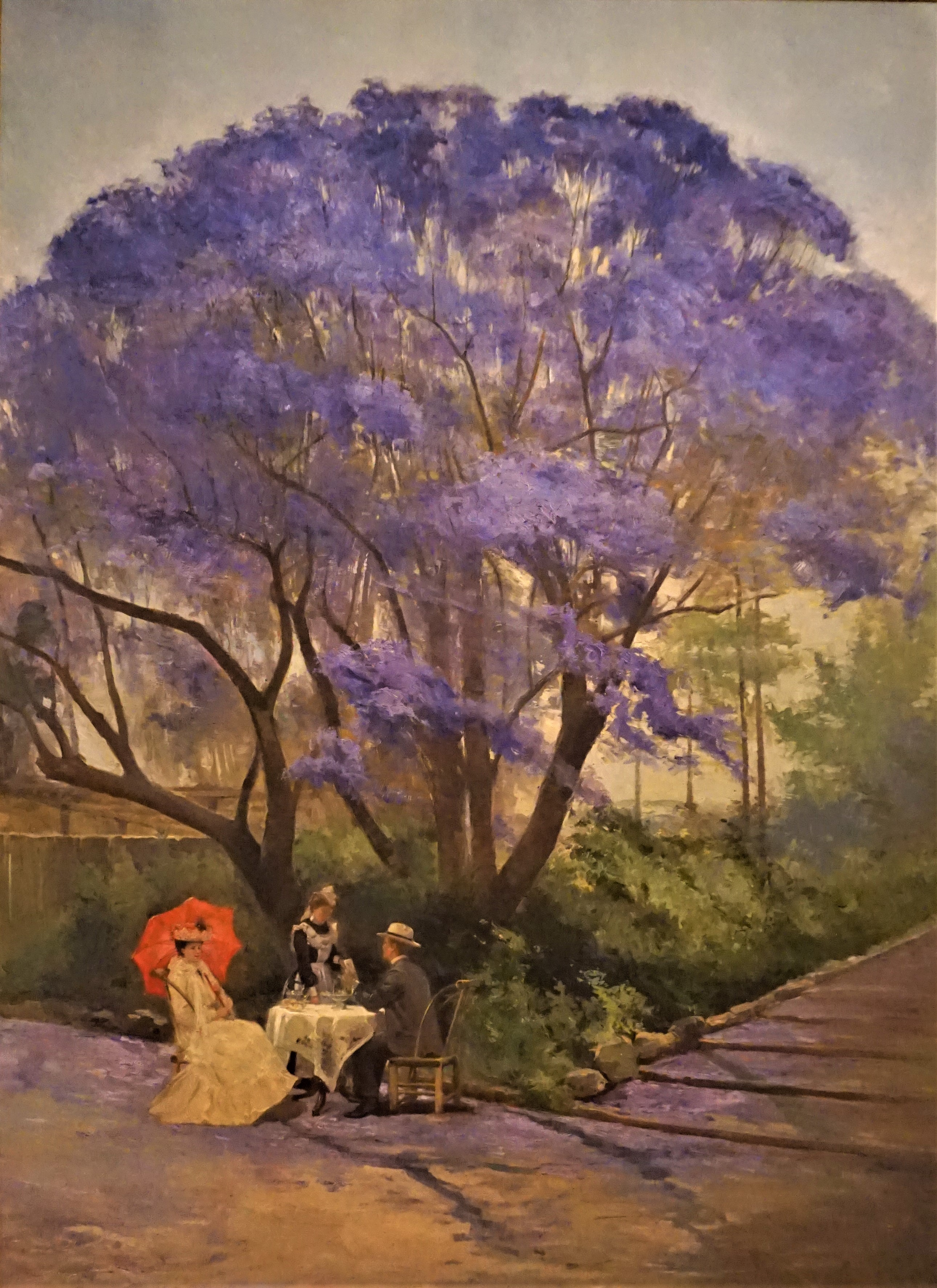
«Под жакарандой», Ричард Годфри Риверс (1903)
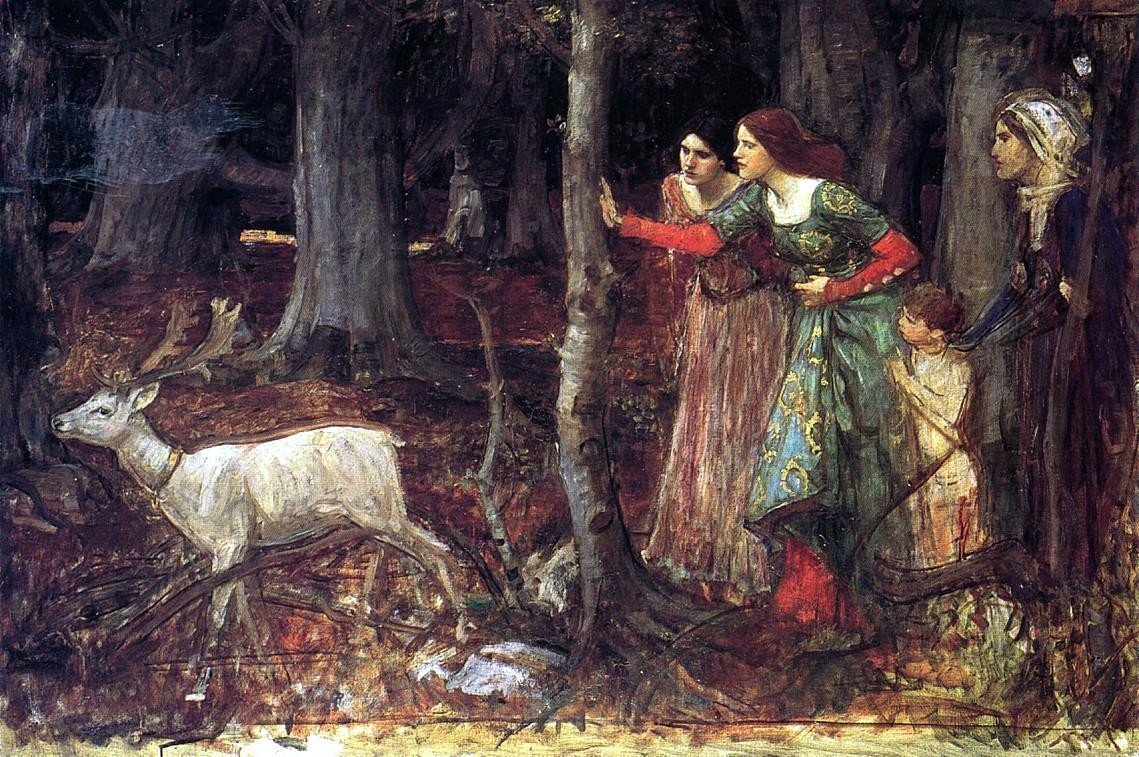
«Магический лес», Джон Уильям Уотерхаус (1914-1917)

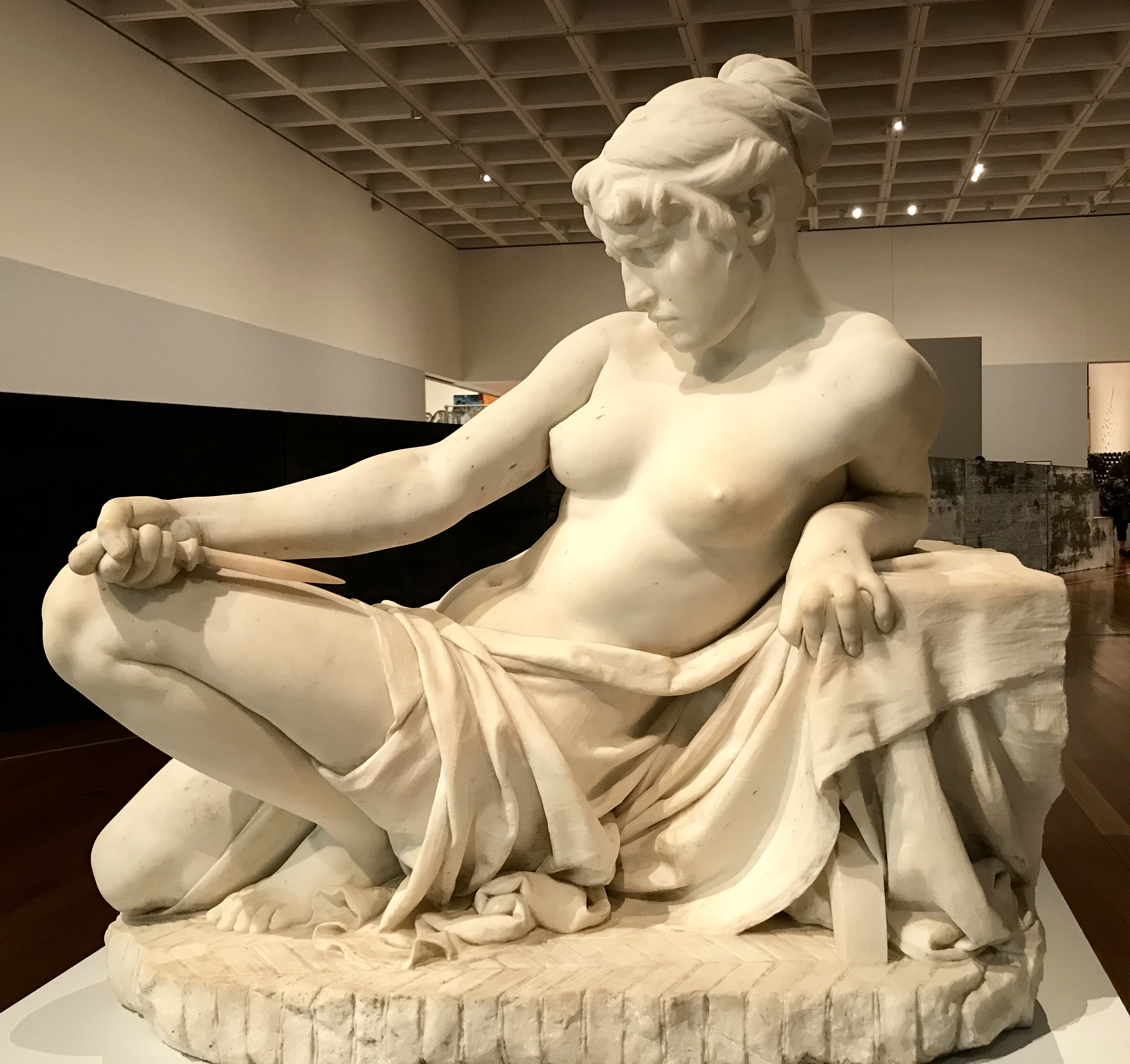
«Лукреция», Джакомо Джинотти
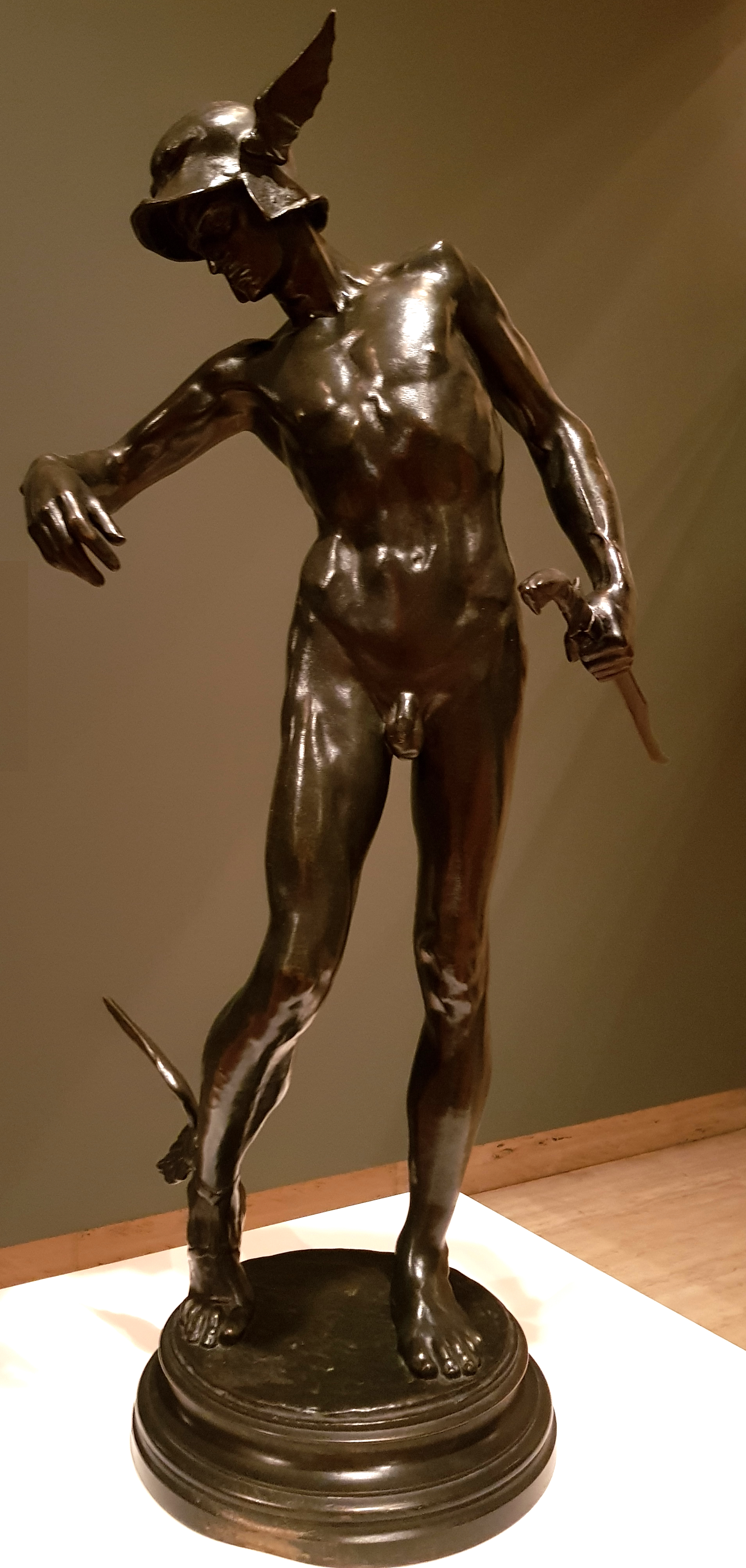
«Персей вооружённый», Альфред Гилберт (1906)
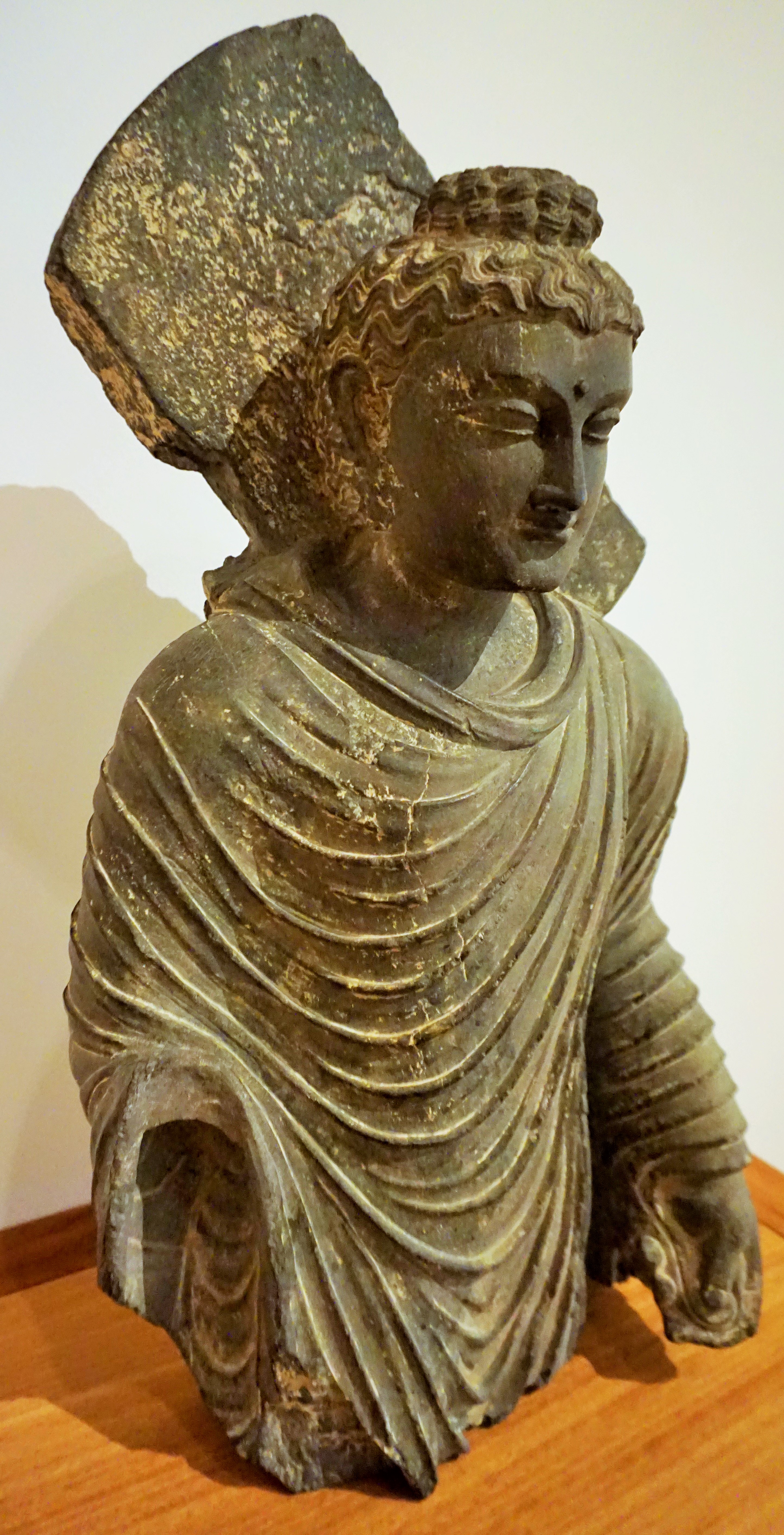
«Будда»
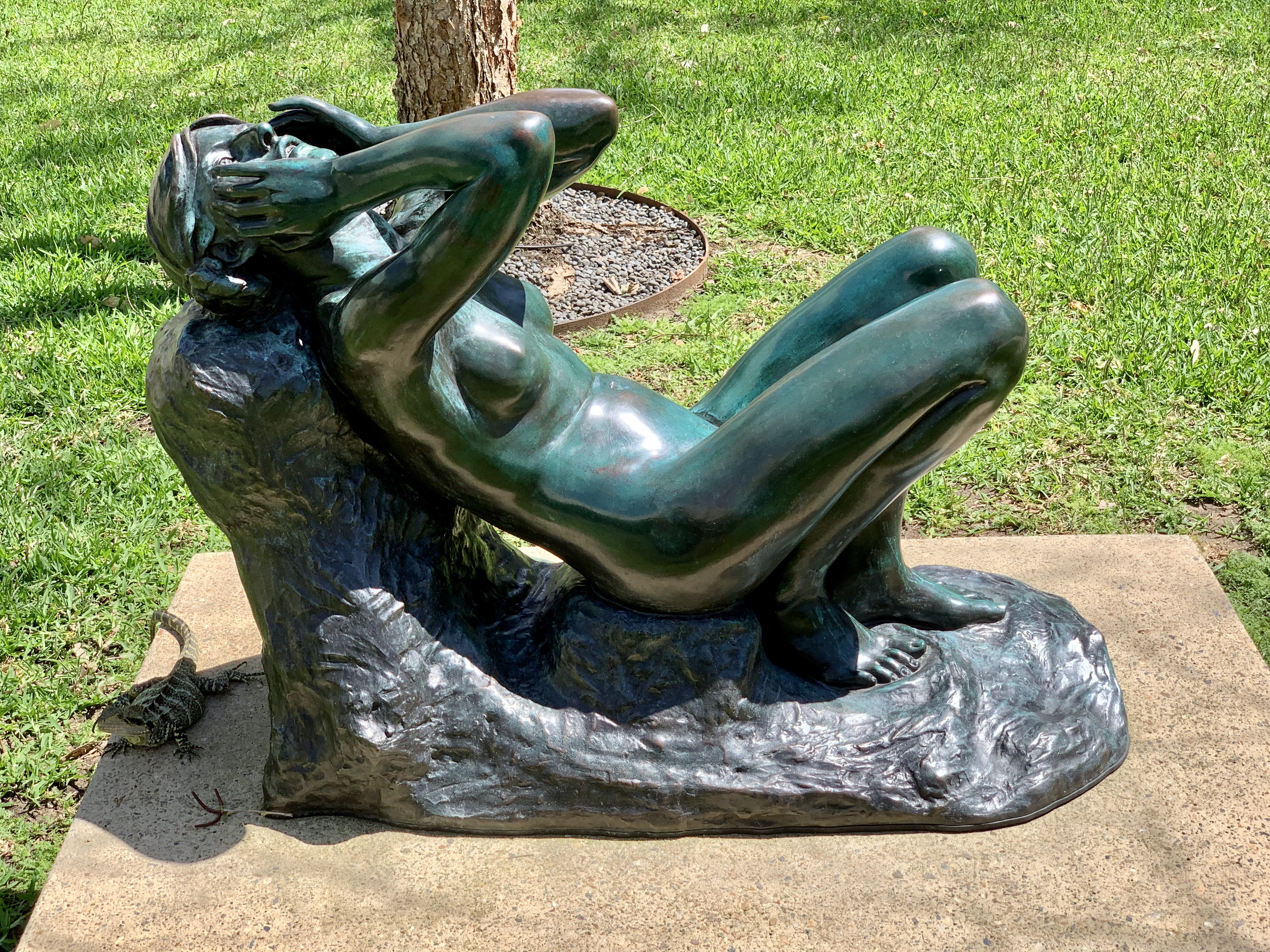
«Пробуждающаяся весна», Гарольд Паркер

### Австралийское искусство
Галерея стремится профилировать искусство коренных австралийцев и укреплять отношения с общинами коренных народов Квинсленда.